# 32 bit
32 bit, in informatica, indica che in una data architettura il formato standard di una variabile semplice (intero, puntatore, handle ecc.) è di 32 bit di lunghezza. Generalmente questo riflette la dimensione dei registri interni della CPU usata per quell'architettura.
Il termine "32 bit" può essere usato per descrivere la dimensione di:
- Una unità di dati
- I registri interni di una CPU o della ALU che deve funzionare usando quei registri
- Indirizzi di memoria
- Dati trasferiti per ogni lettura o scrittura alla memoria centrale.

Il termine 32 bit è anche usato per una generazione di computer nella quale si usa in genere un processore a 32 bit.
L'intervallo di valori interi che è possibile memorizzare in 32 bit parte da 0 fino a 4 294 967 295 (ovvero 32 bit possono codificare 4 294 967 296 informazioni), o da −2 147 483 648 fino a 2 147 483 647 usando la codifica complemento a due. Quindi un processore con uno spazio degli indirizzi a 32 bit può accedere direttamente a 4GiB di memoria (se viene indirizzata al byte).
Il bus degli indirizzi e dei dati usati esternamente potrebbero avere dimensione superiore ai 32 bit ma entrambi sono manipolati internamente come quantità a 32 bit. Per esempio, il Pentium Pro è un processore a 32 bit, ma il bus esterno degli indirizzi è ampio 36 bit e il bus dati esterno è di 64 bit.